# 사마바티
사마바티는 밧사의 왕 우다야나의 왕비들 중 한 명이었다. 사마바티가 석가모니의 가르침을 듣고 그 가르침을 전하도록 하녀인 쿠주타라를 보내면서 그녀는 최고의 여성 재가 제자가 되었다. 사마바티는 쿠주타라의 설법에 매우 기뻐하여 석가모니와 승려들을 정기적으로 궁전으로 초대하여 자신과 기다리는 500명의 여성들에게 설교하도록 했다. 사마바티는 친절과 자비를 베푸는 최고의 제자가 되었다.